# MV Tacoma
MV Tacoma je trajekt třídy Jumbo Mark II, který provozuje společnost Washington State Ferries. Na začátku roku 2009 sloužil na trase mezi Seattlem a Winslowem.